# 渡辺一秀
渡辺 一秀（わたなべ かずひで、1940年4月14日 - ）は、日本の実業家。マツダ代表取締役会長や、日本自動車工業会副会長、中国経済連合会副会長などを務めた。

## 来歴・人物
山口県出身。山口県立山口高等学校を経て、1964年大阪市立大学法学部卒業、マツダ入社。1992年取締役に昇格。1997年常務取締役。1998年専務取締役。1999年代表取締役副会長。
2000年からマツダ代表取締役会長を務め、経営不振が続く中で人員削減などにあたった。2006年相談役。2008年中国電力監査役。日本自動車工業会副会長、中国経済連合会副会長、広島商工会議所副会頭、マツダ財団理事長、中国実業団陸上競技連盟会長なども歴任した。秩父宮章受章。